# Ascidiidae
Ascidiidae zijn een familie van zakpijpen uit de orde van de Phlebobranchia.

## Geslachten
- Ascidia Linnaeus, 1767
- Ascidiella Roule, 1884
- Fimbrora C. & Monniot F., 1991
- Phallusia Savigny, 1816
- Psammascidia Monniot F., 1962